# El Rosario (Honduras)
El Rosario – gmina (municipio) w środkowym Hondurasie, w departamencie Comayagua. W 2010 roku zamieszkana była przez ok. 26,1 tys. mieszkańców. Siedzibą administracyjną jest El Rosario.

## Położenie
Gmina położona jest w zachodniej części departamentu. Graniczy z 5 gminami:
- Meámbar i La Trinidad od północy,
- San Jerónimo od wschodu,
- Comayagua od południa,
- Siguatepeque od zachodu.

## Demografia
Według danych honduraskiego Narodowego Instytutu Statystycznego na rok 2010 struktura wiekowa i płciowa ludności w gminie przedstawiała się następująco:
| Wiek       | 0–3   | 4–6   | 7–12  | 13–17 | 18–24 | 25–64 | 65+   | razem  |
| El Rosario | 3 345 | 2 349 | 4 204 | 3 086 | 3 453 | 8 619 | 1 008 | 26 065 |
| Mężczyźni  | 1 708 | 1 170 | 2 137 | 1 605 | 1 781 | 4 483 | 490   | 13 373 |
| Kobiety    | 1 637 | 1 179 | 2 068 | 1 481 | 1 672 | 4 137 | 518   | 12 692 |